# Barbara W. Tuchman
Barbara Wertheim Tuchman (New York City, 30. siječnja 1912. – Greenwich, Connecticut, 6. veljače 1989.) američka je povjesničarka i spisateljica. Dva puta je dobila Pulitzerovu nagradu za „The Guns of August”, bestseler koji pripovijeda o uvodu i početku Prvog svjetskog rata te za knjigu „Stilwell and the American Experience in China”.
Barbara W. Tuchman rođena je 30. siječnja 1912. godine. Njezin je otac bio bogata i ugledna osoba, vlasnik časopisa „The Nation”, predsjednik Američkog židovskog kongresa, istaknuti kolekcionar umjetnina i osnivač kazališnoga društva „Theatre Guild”. Njezina majka bila je kći Henryja Morgenthaua, veleposlanika Woodrowa Wilsona u Osmanskom Carstvu. Iako to nije izričito spomenula u svojoj knjizi, bila je prisutna u stvarnosti 1914. godine u Istanbulu u jednom od najvažnijih događaja svoje knjige, koju je kasnije napisala: „Potjera za njemačkim krstaricom zvanom Breslau”. Pohađala je Waldenovu školu na Manhattanu. Diplomirala je povijest i književnost na koledžu Radcliffe, 1933. godine. Volontirala je kao istraživačica na Institutu za pacifičke odnose u New Yorku. Provela je godinu dana u Tokiju (1934.–'35), uključujući i mjesec dana u Kini, zatim se Transsibirskom željeznicom vraća u Sjedinjene Američke Države. Tijekom Drugog svjetskog rata radila je u uredu za ratne informacije. Poslije rata brine se o svojoj djeci i objavljuje knjigu pod nazivom „Biblija i mač” (1956).
Tuchman je davala prednost literarnom pristupu pisanju povijesti, pružajući elokventne objašnjavajuće pripovijesti umjesto, da se koncentrira na otkrivanje i objavljivanje svježih arhivskih izvora. Prema riječima jednog biografa, Tuchman „nije bila strogo povjesničarka; ona je bila laička povjesničarka koja je prošlost učinila zanimljivom milijunima čitatelja.”
Preminula je 1989. godine u Greenwichu, od moždanog udara, u 77. godini života. Odjel za povijesne međunarodne odnose Udruženja za međunarodne studije ustanovio je nagradu Barbara W. Tuchman za najbolji diplomski rad u području međunarodnih povijesnih odnosa.
Hrvatska publika nije imala priliku previše detaljno upoznati Barbaru i njen rad. Grafički zavod Hrvatske 1984. godine preveo je „Distant Mirror” kao „Daleko zrcalo - zlosretno XIV. stoljeće”, prevoditelja Mate Marasa. Riječ je o knjizi u dva sveska manjeg formata ali od ukupno 800 stranica.